# Karkadance
Karkadance è l'album d'esordio del rapper tunisino Karkadan, pubblicato l'anno 2010, l'album contiene 10 tracce cantante in inglese, francese, italiano e arabo, la sua lingua madre.

## Tracce
1. Retrò
2. Dischoteque
3. Famma-illi
4. Etnicity
5. Chaque foix
6. Milionaire
7. Capo
8. Ana tunzi
9. Teneroni
10. Ali bom (feat. Deleterio)
11. Dischoteque RMX (feat. Marracash)